# Peter Grünberg
Peter Grünberg (Plzeň, 18 maggio 1939 – Jülich, 7 aprile 2018) è stato un fisico tedesco, premio Nobel per la fisica vinto il 9 ottobre 2007 per i suoi studi sull'effetto di magnetoresistenza gigante con Albert Fert.
Si è diplomato nel 1962 presso la Johann Wolfgang Goethe-Universität di Francoforte sul Meno, proseguendo poi gli studi fino al conseguimento della laurea (nel 1966) e del dottorato (nel 1969) alla Technische Universität Darmstadt. Successivamente ha frequentato l'Istituto di Fisica dello stato solido al centro ricerche di Jülich, dove è diventato ricercatore capo nel settore dei materiali a film multistrato magnetici, fino al ritiro nel 2004.
Nel 1986 scoprì lo scambio di coppie antiparallele cariche in strati ferromagnetici separati da strati non ferromagnetici e nel 1988 scoprì l'effetto ferromagnetico gigante (GMR). Scoperta analoga venne fatta in modo indipendente e contemporanea anche da Albert Fert.
I lavori di Grünberg lo portarono a vincere l'APS International Prize for New Materials, l'International Union of Pure and Applied Physics Magnetism Award, l'Hewlett-Packard Europhysics Prize, e il premio Wolf per la fisica del 2006/7 e il Japan Prize nel 2007. Sempre nel 2007 gli fu assegnato il premio Nobel per la fisica per la scoperta della magnetoresistenza gigante. Vinse anche il German Future Prize for Technology and Innovation nel 1988.